# Horichia
Horichia dressleri là một loài lan và là loài duy nhất trong chi đơn loài Horichia. Nó là loài đặc hữu của Panama.